# Thời gian trễ trọn vòng
Trong ngành viễn thông, thuật ngữ thời gian trễ trọn vòng hay thời gian trọn vòng (tiếng Anh: round-trip delay time hay round-trip time, viết tắt RTT) có các nghĩa sau đây:
1. Thời gian trôi qua để truyền một tín hiệu qua một mạch đóng (closed circuit), hay thời gian trôi qua để truyền một thông điệp tới một nơi ở xa và quay trở lại.
2. Trong các hệ thống radar sơ cấp hoặc thứ cấp, thời gian cần thiết để một tín hiệu (pulse) được truyền tới đích và tín hiệu phản hồi (echo) hoặc tín hiệu trả lời (transponder reply) quay lại tới thiết bị nhận.

Thời gian trễ trọn vòng có ý nghĩa quan trọng trong các hệ thống đòi hỏi giao tiếp tương tác hai chiều, chẳng hạn điện thoại tiếng nói, hay các hệ thống dữ liệu sử dụng tin báo nhận (ACK/NAK data system) - nơi thời gian trọn vòng trực tiếp ảnh hưởng đến tốc độ truyền dữ liệu (throughput rate), chẳng hạn giao thức TCP. Thời gian trễ trọn vòng có thể trải từ vài micro giây đối với một hệ thống radio tầm ngắn (short line-of-sight), tới nhiều giây đồng hồ đối với một mạch đa liên kết với một hoặc nhiều liên kết vệ tinh. Nó bao gồm thời gian trễ tại nút mạng cũng như trên môi trường truyền dẫn.
Đối với truyền thông TCP, thời gian trễ trọn vòng được tính từ quy trình bắt tay 3 bước bằng cách đo thời gian từ khi truyền đoạn (segment transmission) tới khi nhận được tin báo nhận (ACK).